# Списак тврђава у Црној Гори
Списак тврђава у Црној Гори представља списак остатака средњовековне фортификационе архитектуре на територији Црне Горе, рађен на основу података које је сакупио Александар Дероко. На списку се налазе:
- Тврђаве
- Утврђене Куле(тзв Донжон Куле)
- Манастирска утврђења

Овај списак није комплетан, а на њему се налази више назива за исту утврду ради лакшег сналажења.
А · Б · В · Г · Д · Ђ · Е · Ж · З · И · Ј · К · Л · Љ · М · Н · Њ · О · П · Р · С · Т · Ћ · У · Ф · Х · Ц · Ч · Џ · Ш

## А
- Арза (Жањиц) - На истоименом рту, на улазу у Боку. Данас постоји скоро скроз очувана артиљеријска утврда.

## Б
- Бар (Стари Бар) - Изнад данашњег Бара. Данас има остатака града.
- Бесац - Мала полуочувана тврђава изнад Вирпазара
- Бихор - Недалеко од Берана на Лиму. Данас су опстали само темељи.
- Брсково - У близини Мојковца. Данас има врло мало видљив остатака.
- Будва (лат. Butua, лат. Butoba, Стари Град) - Стари град у Будви. Данас је доста добро очуван.
- Будош - У близини данашњег Никшића

## Г
- Голо Брдо - Тврђава на брдашцу изнад Сутомора
- Град војводе Момчила (Пирлитор)
- Градац
- ГрможурТврђава на истоименом острву на Скадарском језеру близу села Годиње
- Горажда Тврђава у близини мјеста Мирац Котор

## Д
- Декатера (лат. Acruvium, Котор) - Тврђава у Котору. Данас постоје доста добро очувани остаци насеља и тврђаве.
- Доклеа - Стари римски град у близини Подгорице

## Ђ
- Ђурђевац

## Е
- Елкинион (лат. Ulcinum,Улцињ) - Стари град у Улцињу. Данас је доста добро очуван.

## Ж
- Жањиц (Арза)
- Жабљак - Налази се на острвцету у Скадарском језеру, близу ушћа Мораче.

## К
- Клобук - Недалеко од Никшића.
- Ком - Налази се на острвцету у Скадарском језеру.
- Котор (лат. Acruvium, Декатера) - Тврђава у Котору. Данас постоје доста добро очувани остаци насеља и тврђаве.
- Козник (Јеринин Град)
- Крајина
- Кукањ

## Л
- Ластва
- Лесендро - Тврђава на Скадарском језеру близу Врањине
- Луг

## М
- Мартинићи
- Медун - античка и средњовековна тврђава, недалеко од Подгорице. Данас има мало њених остатака.
- Морачка Градина
- Моштаница (у Никшићком пољу)
- Мамула

## Н
- Никшић (Оногошт) - Тврђава у Никшићу. Данас има врло мало остатака утврде.
- Нови (Херцег Нови) - Градска тврђава у Херцег Новом коју је подигао српски краљ Твртко I. Данас је у доста добром стању.
- Нови (пивски)
- Новиград
- Норин

## О
- Облун
- Обод (Цетиње)
- Оногошт (Никшић) - Тврђава у Никшићу. Данас има врло мало остатака утврде.
- Острог (тврђава)- у близини данашњег Никшића.

## П
- Пандурица
- Пераст
- Пирлитор (Град војводе Момчила)
- Плав

## Р
- Ратац - манастирска утврда, између Бара и Сутомора, на рту Ратац. Данас има остатака манастирске цркве, као и бедема.
- Раван у пљеваљској општини.
- Рисан
- Рибница - (тур. Depedöğen - Депедоген) остаци турске тврђаве у Подгорици из 1474-1478. године.
- Росе

## С
- Самоград
- Свач (Шас) - Недалеко од Улциња. Данас има врло мало остатака тврђаве.
- Свети Стефан
- Соко Град (пивски) - Изнад састава Таре и Пиве (настанка Дрине). Данас има остатака утврде.
- Соко Град (штитарски)
- Спуж - Поред Подгорице. Данас има остатака утврђења.
- Стабна
- Стари Бар (Бар) - Изнад данашњег Бара. Данас има остатака града.
- Стари Град (лат. Butua, лат. Butoba, Будва) - Стари град у Будви. Данас је доста добро очуван.
- Старчева Горица
- Сусјед

## Т
- Топхала
- Траето (лат. Traeietto)

## У
- Улцињ (лат. Ulcinum, Елкинион) - Стари град у Улцињу. Данас је доста добро очуван.

## Х
- Хај-Нехај - На стени, недалеко од Сутомора, општина Бар. Данас има рушевина тврђаве.

## Ц
- Цетиње (Обод)

## Ш
- Шас (Свач) - Недалеко од Улциња. Данас има врло мало остатака тврђаве.
- Шћепан Град (Сокол, Соко Град, ?Хум?) - Изнад састава Таре и Пиве (настанка Дрине). Данас има остатака утврде.